# 六时经
六时经为日课经的一部分，是古罗马的六点 ，等于现在的中午。是正午时的一次祈祷。这一时间的祈祷主要是为了纪念耶稣被钉在十字架上的那一刻：“第六日的第六时被钉在十字架上的耶稣撕毁了亚当的赎罪行径”（拜占庭礼）。
按照罗马礼习俗，六时经应由一首赞歌、三首圣诗（或几节圣诗）、一段简短的圣书阅读、一段经文和一段祷告组成。某些修道院还会在降福前或降福后（根据具体地点而定），增加一首献给圣母马利亚的圣母赞。